# باسف لعلم النبات
باسف لعلم النبات هي شركة تابعة لشركة باسف الأمريكية دُمجت فيها جميع أنشطة التقانة الحيوية النباتية. تأسست شركة باسف لعلم النبات كشركة مسؤولية محدودة في عام 1998، ويعمل بها حاليًا ما يقرب من 700 شخص في 6 مواقع مختلفة حول العالم. يقع المقر الرئيسي لشركة باسف لعلم النبات في حديقة أبحاث تريانغل بولاية كارولينا الشمالية في الولايات المتحدة الأمريكية، وتمتلك الشركة عدة فروع بحثية في كل من الولايات المتحدة الأمريكية، وكندا، وأوروبا. تقوم الشركة في هذه المواقع بشكل أساسي بتطوير بذور النباتات المعدلة وراثيًا.
قامت الشركة بتعديل العديد من المحاصيل وراثيًا مثل الذرة، وفول الصويا، والقطن، والكانولا، وقصب السكر، وبنجر السكر، والبطاطس بهدف الوصول إلى زراعة أكثر كفاءة. كما تعمل الشركة أيضًا جنبًا إلى جنب مع الشركات التابعة والشركاء الآخرين، وبالتعاون مع الجامعات والمؤسسات البحثية على تطوير إجراءات وممارسات جديدة في مجال الهندسة الوراثية. تقوم شركة باسف كذلك ببيع وتوزيع المحاصيل المعدلة وراثيًا التي تنتجها شركات التقنية الحيوية الأخرة مثل شركة مونسانتو، وكوس سات، وإمبرابا، والمركز التقني لقصب السكر.

## المنتجات

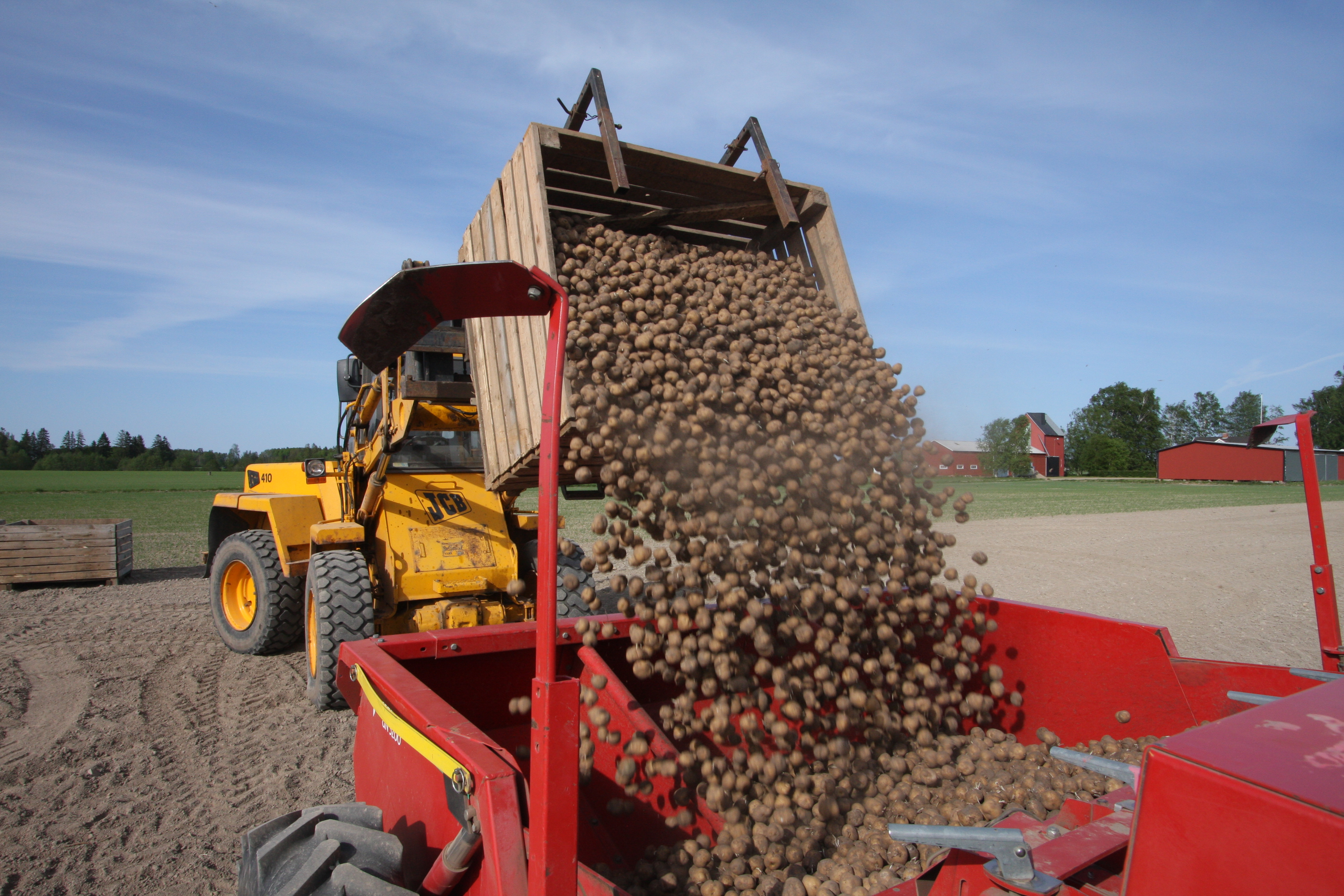
بطاطس أمفلورا المعدلة وراثيا والتي طورتها شركة باسف لعلم انبات أثناء محاولة زراعتها في السويد في عام 2008

طوّرت شركة باسف لعلم النبات بدءًا من عام 2011 وحتى الآن ثلاثة منتجات معدلة وراثيا، وهي:
- بطاطس أمفلورا: وهي سلالة بطاطس معدلة وراثيا طُورت في البداية للسوق الأوروبية، وتنتج نشا الأميلوبكتين النقي للاستخدام الصناعي. يستخدم نشا البطاطس الشمعي في التطبيقات الصناعية لجعل الخيوط أقوى ولزيادة لمعان الورق، كما أنه يجعل خرسانة الرش تلتصق بالجدران بشكل أفضل.[6] قررت شركة باسف لعلم النبات في عام 2012، نظرًا لعدم قبول المحاصيل المعدلة وراثيًا في أوروبا، إيقاف أنشطتها التجارية والبحثية على أصناف البطاطس الأوروبية أمفلورا وفورتونا كما أعلنت نقل المقر الرئيسي للشركة من ألمانيا إلى الولايات المتحدة الأمريكية.[7][8]
- كالتيفانس: هو فول الصويا المقاوم لمبيدات الأعشاب. وقد حصلت شركة باسف لعلم النبات على الموافقة بتسويقه في البرازيل في عام 2010، وتقوم الشركة بتسويق وبيع منتجاته الزراعة من خلال شركة إمبرابا البرازيلية.[4]
- نوتريدنس: هو نبات ذرة معدل وراثيًا عالي القيمة الغذائية يستخدم كمصدر علف للخنازير والدجاج والأبقار.[9]

كما تعمل الشركة حاليًا على تطوير عدد من المحاصيل الأخرى، ومنها:
- الذرة وفول الصويا والكانولا والقطن: تُطوّر هذه المحاصيل في جزيرة كاواي في هاواي بهدف زيادة الكتلة الحيوية والنباتات التي تقاوم بشكل أفضل العوامل البيئية مثل الجفاف أو المرض، ويتم توزيعها بالتعاون مع شركة مونسانتو.[10]
- قصب السكر وبنجر السكر: تُطور هذه النباتات بهدف إنتاج المزيد من السكر الذي يمكن استخدامه في الغذاء أو كمواد خام لإنتاج الوقود الحيوي.[11]
- بطاطس فورتونا: طُورت هذه السلالة بهدف مقاومة Phytophthora infestans ، وهو مرض يصعب على المزارعين الأوروبيين التعامل معه.[12]

تعمل شركة باسف لعلم النبات كذلك على تطوير منتجات أخرى لصناعة الأغذية لاستخدامها في الأطعمة المعدلة وراثيًا، ومنها النباتات التي تحتوي على نسبة أعلى من أحماض أوميغا 3 الدهنية للوقاية من أمراض القلب والأوعية الدموية المرتفعة، والنباتات التي تحتوي على الأستازانتين، والتي تستخدم في تربية الأسماك كمضافات علفية، وكمكمل غذائي للإنسان.